# Verraad van Venlo
Het Verraad van Venlo was een gebeurtenis tijdens de Tachtigjarige Oorlog bij de stad Venlo. De Staatse legeraanvoerder Maurits van Nassau, de latere prins van Oranje, had een list bedacht om de stad in te nemen. De list was vergelijkbaar met het Turfschip van Breda. Door goed verweer wisten de Spanjaarden samen met de bevolking de stad te behouden op 21 mei 1597. Het beleg was onderdeel van Maurits' veldtocht van 1597, Maurits' succesvolle offensief tegen de Spanjaarden.

## Aanloop
Maurits moest in de twee jaar ervoor met name een defensieve oorlog voeren, omdat de Staten-Generaal niet genoeg geld beschikbaar stelden voor het belegeren van steden. In 1595 had hij een beleg bij Grol moeten opbreken wegens de komst van een Spaans leger en in 1596 verloor hij de stad Hulst aan Albrecht van Oostenrijk.
Maurits liep al anderhalf jaar rond met het idee om een aanslag op Venlo te plegen. De list zou moeten gaan lijken op de list die ook toe was gepast bij de inname van Breda in 1590, toen soldaten in een turfschip de stad binnengesmokkeld konden worden die de soldaten in de stad bij nacht konden verrassen en de stadspoorten openen, om zo versterkingen de stad binnen te laten.
Maurits kende drie betrouwbare schippers die dagelijks op de Maas voeren tussen Luik en Venlo. Een van die schippers had de sleutel van de schotdeur in de waterpoort. Het doel was om wat soldaten mee te smokkelen, de poort te overmeesteren, zodat de rest de stad kon binnenstormen en bezetten. De schippers hadden hun boot niet ver van de stad aan land gebracht voor onderhoud, en hadden daar een tweede boot bij aangelegd waardoor er een groepje mannen buiten het zicht van schildwachten achter kon schuilen tijdens de onderneming.

## Aanslag
In de nacht van 20 mei vertrok Maurits vanuit Nijmegen samen met de vendels van Warmelo, Frederik Hendrik graaf van Nassau, Smeltsing, Conteler en Parker, Sidney en Francis Vere, daarnaast de vijf Nijmeegse vendels via 't Nieuwklooster naar Venlo. In de buurt van Venlo gekomen trok Maurits met driehonderd mannen (met enkele wagens met gereedschap om een poort open te breken en springmijnen) verder naar de scheepswerf. Ongeveer veertig soldaten onder bevel van Matthijs Helt en enkele soldaten zouden met de twee gebruikelijke schippers naar de poort varen, de derde schipper bleef bij Maurits, verdekt opgesteld in het tweede schip, dat als beschutting aan land lag. Kapitein Upcher zou met tweehonderdvijftig Engelsen blijven wachten. Het schip van Helt werd ingeladen met de benodigde zaken en werd van boven beladen met kolen. Toen dit gereed was keerde Maurits met Vere terug naar de rest van het leger buiten de stad. Zij bleven wachten op de goede afloop en stonden gereed om tijdig de stad te bestormen als de Engelsen zouden slagen in de opzet.
Omdat er daags tevoren in Straelen geschoten was, bleef de poort die dag uit voorzorg tot 6 uur gesloten waardoor het al erg licht was. De schipper trok de stad in om te zien of er geen onraad was. Toen alles veilig was keerde deze terug brak met een hellebaard de kaak van de schildwacht en opende de schotdeur met zijn sleutel. De andere schipper kwam nu met Helt en Schalck en de rest opdagen, om de poort te overmeesteren. Nu was er al veel volk op de been rondom de poort omdat het al erg licht was. Tijdens de onderneming kampten zij (door regen) met weigerende vuurroeren en moesten zich behelpen met musketten. Burgers verdedigden de poort fel en wisten de poort weer te sluiten. Helt, die dat zag, besefte dat zij te laat zouden komen om de poort te verzekeren. De burgers sloegen alarm waarop versterkingen kwamen opdragen. Helt wilde het sein tot terugtocht geven maar werd op de kade doodgeschoten. In de schermutselingen op en bij de poort stierf ook kapitein Schalck. Een deel van de Engelsen kampten op de boot met een instortende zoldering. Er was slechts een kleine opening waar de mannen een voor een uit konden klimmen. De schipper bij de schotdeur die dit alles aanschouwde rende door de straten naar een andere poort. Hij riep dat zijn goederen daar buiten lagen en door de Geuzen werd geplunderd. De poort werd geopend voor hem, waardoor hij kon ontkomen. De andere schipper probeerde over de stadsmuur te vluchten maar hij werd gevangengenomen met enkele Engelsen en een kwartiermeester van Schalck.

## Nasleep
Daags daarna werden kwartiermeester van Schalck en de aangehouden schipper opgehangen. Maurits die zag dat de onderneming was mislukt gaf bevel om verder te trekken naar 't Nieuwklooster. De laatkomers die gereedschap en goederen aan de wal moesten brengen, hadden zich onder de burgers kunnen mengen en in de ontstane commotie kunnen ontsnappen. Negen tot tien mannen waren gesneuveld bij de onderneming. Maurits trok weg uit de omgeving van Venlo. In de zomer en najaar begon hij wel een succesvolle veldtocht in het oosten van de Nederlanden.

## Varia
- Het Kolenschip van Venlo, geschreven door Jan de Haan, is een leesboek dat zich afspeelt tijdens het Verraad van Venlo.[1]

Beleg van Venlo in: 1459 · 1473 · 1480 (1) · 1480 (2) · 1499 · 1511 · 1543 · 1586 · 1597 (Verraad) · 1606 · 1632 · 1637 · 1646 · 1701 · 1702 · 1747 · 1793 · 1830